# نشنال
نشنال یک روزنامه خصوصی انگلیسی زبان است که در ابوظبی، امارات متحده عربی منتشر شده است.